# Rémy Marion
Pour les articles homonymes, voir Marion.
Rémy Marion, né le 19 août 1961, est un photographe, vidéaste, réalisateur, conférencier, guide naturaliste et organisateur de voyages, auteur de nombreux ouvrages sur les régions polaires. Il est conseiller technique pour des émission de télévision ou des films : Ushuaïa Nature, Home, Hasards ou Coïncidences de Claude Lelouch. Depuis plus de 35 ans[Quand ?], il parcourt les régions polaires. L'ours polaire est sa spécialité : photos, livres, film, exposition… 
Avec les changements climatiques rapides dans l’Arctique qui menacent l’ours polaire, Rémy Marion oriente ses activités vers la communication à travers des  conférences et tables rondes pour informer et témoigner de la réalité des problématiques qui touchent ces régions emblématiques. Rémy Marion intervient aussi bien dans les écoles (primaire, lycées, écoles supérieures, universités), que dans les festivals, les colloques, les musées, les émissions télévisées, et adapte ses présentations à l'auditoire. 

Membre de la Société de géographie et de la Société des explorateurs français.

## Publications
- Pour l'amour de... Honfleur, éditions Magellan & Cie, 2023  (ISBN 978-2-35074-735-4)
- Ovibos, survivant de l’Arctique, Actes sud, 2020
- L’Ours, l’autre de l’homme, Actes Sud 2018
- avec Farid Benhammou, Géopolitique de l'ours polaire, Hesse Éditions, 2015
- avec Catherine Marion, Éloge de la glace, Éditions Pôles d'images, 2010
- Dernières nouvelles de l’ours polaire, Éditions Pôles d’images, 2009
- Les Pôles en questions, Éditions Édisud, 2007
- Dans l’immensité des pôles, Éditions Fleurus, 2007
- avec Géraldine Véron, Sur la piste des ours, Éditions Fleurus, 2006
- Sur la piste des manchots, Éditions Vilo, 2006
- Cécile Callou, Julie Delfour, Andy Jennings, Catherine Marion, Géraldine Véron, Larousse des félins, sous la dir. de Rémy Marion, Éditions Larousse, 2005
- Sur les traces de l’ours brun, Éditions Vilo, 2005
- avec Catherine Marion, Un été en Antarctique, Éditions Pôles d’images, 2004
- avec Catherine Marion, Un été au Spitzberg, Éditions Pôles d’images, 2004
- Pôles, Éditions Vilo, 2004
- Petit ours polaire, Éditions Pôles d’images, 2001
- avec M. Fehrenbach, G. Dawidowicz, Aurores boréales et australes, GNGL productions/Éditions Pôles d’images, 2001
- Guide des manchots, Éditions Delachaux et Niestlé, 1995
- avec Jean-Pierre Sylvestr, Guide des otaries, phoques et siréniens, Éditions Delachaux et Niestlé, 1993.

## Réalisation
(novembre 2021).
- Le chant des vignes avec Stephane Durand, film de 40 minutes sur la Biodynamie dans les vignes de la famille Frey, 2020
- Gorfous et albatros (52 min) avec Charlene Gravel France Télévisions/Bonne Pioche/Poles d’images, 2019
- Fort comme un ours (52 min) avec Thierry Robert ARTE/ L5R/Pôles d’images, 2018
- Les métamorphoses de l’ours polaire, (52 min) avec Charlene Gravel ARTE/ Bonne Pioche, 2015,

Prix de l’approche scientifique au festival Nature Namur, 2015 François Pompon, Musée de Saulieu, 2014 
Tribus du monde au Groenland avec Anne de Vandière, 2013 Directeur photo du projet 7 fois plus à l’ouest de Yann Kersalé, 2011
Collaboration pour le magazine ADN, France 2, 2009, 6 sujets
Programmes courts Suez environnement : Protéger l’environnement est une belle entreprise, 14 programmes
Dernières nouvelles de l’ours polaire, 19 min, 2008 présenté dans différents festivals
Divers vidéos pour les expositions polaires
Photographe et auteur d’articles pour la presse
Terre Sauvage, Géo, National Geographic France, Le Chasse Marée, Alpinisme et Randonnées, Vivre avec les oiseaux, Océans, Thalassa, Grand Air, Vie et Santé, Mer et Océans, Le Courrier de la nature, Le Règne animal.

Expositions collectives:
Beau comme un ours, Musée Pompon, Saulieu, avec Pascal Masi, sculpteur
Les photographes du National Geographic  
Festival de Montier en Der, chaque année depuis 1995      
Expositions personnelles : 
De Honfleur au Grand Nord, un voyage climatique, Grenier à sel, Honfleur, 10 juillet au 22 aout 2021
Eloge de la glace Galerie des pêcheurs, Monaco du 07 novembre 2014 au 05 janvier 2015
L’ours Inuit Muséum de Toulouse avril/juin 2014
L’ours polaire, Galerie des pêcheurs, Monaco du 26 octobre 2012 au 09 janvier 2013
Aventures aux pôles, Palais de la Découverte, du 12 juin 2007 au 07 janvier 2008
Concepteur et photographe de l’exposition « un jour aux pôles » espace des sciences de Rennes du 18 mars 2008 au 31 août 2008 puis Relais Sciences Bordeaux
Lumières polaires (Palais de la découverte) du 26 mars 2001 au 03 juin 2001
Muséum d’histoire naturelle de Toulon, d’Angers, de Bourges
Festival de Photographie de nature de Namur